# Гудзь, Людмила Васильевна
Людмила Васильевна Гудзь (в замужестве Пазич, род. 10 сентября 1969, Сквира, Киевская область) — советская и российская гандболистка.

## Карьера
С гандболом познакомилась в Сквире, где с 3 по 7 класс тренировалась с местной спортшколе. Попав в спортивный интернат Бровар впервые оказалась в настоящей команде «Пламя».
В мае 1989 года перешла в «Кубань». В 1990 году попала на молодёжный чемпионат мира, где советская сборная заняла первое место.
В составе команды Людмила становилась чемпионкой страны (1992) и дважды — бронзовым (1990, 1991) призёром.
Главным успехом Людмилы стало участие в Олимпиаде 1992 года, где она в составе Объединённой команде завоёвывает бронзу.
После окончания карьеры пошла работать во вновь созданную в Краснодаре школу пляжных видов спорта на должность методиста. В настоящее время работает там же в должности заместителя директора.
В 2024 году перешла работать директором в государственное бюджетное учреждение Краснодарского края «Региональный центр спортивной подготовки № 3», культивирующий гандбол.